# Länsasjön
Länsasjön är en sjö i Älmhults kommun i Småland och ingår i Helge ås huvudavrinningsområde. Sjön har en area på 0,173 kvadratkilometer och ligger 143,4 meter över havet.

## Delavrinningsområde
Länsasjön ingår i det delavrinningsområde (627666-139017) som SMHI kallar för Ovan Lillån. Medelhöjden är 144 meter över havet och ytan är 33,4 kvadratkilometer. Räknas de 42 avrinningsområdena uppströms in blir den ackumulerade arean 1 092,21 kvadratkilometer. Avrinningsområdets utflöde Helge å mynnar i havet. Avrinningsområdet består mestadels av skog (67 procent) och sankmarker (18 procent). Avrinningsområdet har 0,86 kvadratkilometer vattenytor vilket ger det en sjöprocent på 2,6 procent.